# Lina Lopes
Lina Maria Cardoso Lopes (28 de maio de 1961) é uma deputada e política portuguesa. Ela é deputada à Assembleia da República  pelo Partido Social Democrata. Possui um mestrado em Engenharia Alimentar.